# Hennessey Venom GT
Hennessey Venom GT é um automóvel superesportivo fabricado pela Hennessey Performance Engineering. Foi revelado em 29 de março de 2010.
Em 21 de janeiro de 2013, o Venom GT bateu um novo recorde mundial do Guinness Book por conseguir fazer a melhor aceleração 0-300 km/h, feita em 13,63 segundos.
Em 14 de fevereiro de 2014, o Venom foi levado novamente para uma pista de testes, e conseguiu alcançar 435.31 km/h (270.49 mph), tornando se assim, o carro de série mais rápido do mundo. O recorde foi batido em 3,22 km, metade da distância que o segundo carro de rua mais rápido do mundo, o Bugatti Veyron Super Sport, precisou para alcançar sua velocidade máxima. Porém, o recorde do Venom GT, não é aceito pelo Guinness World Records, que exige que o teste seja feito em ambas as direções (à favor e contra o vento), o que torna o recorde inválido, tornando assim, o posto de carro mais rápido do mundo para o Bugatti Veyron Super Sport. O Venom também terá a produção limitada a 29 unidades, sendo que um carro é considerado de produção após a fabricação de 30 unidades ou mais do mesmo.
O Venom GT usa um chassi do Lotus Exige altamente modificado. A fabricante Hennessey afirma que o chassi modificado utiliza componentes do Lotus Exige e Elise, incluindo, mas não limitado ao teto, portas, vidros laterais, pára-brisas, painel de instrumentos, cockpit, sistema de climatização, limpador e lanternas. Por isso, o carro é afinado e não um carro de produção da Lotus.
Em 20 de janeiro de 2017, a Hennessey revelou o último Venom GT a sair da linha de produção, apelidado de ‘Final Edition’. Pintado em Glacier Blue com riscas brancas, este superdesportivo não deixa os créditos por mãos alheias contando com um bi-turbo V8 de 7.0 litros capaz de debitar um total de 1.451 cv.